# Belagerung von Freiburg (1744)
Die Belagerung von Freiburg im Jahr 1744 ereignete sich im Rahmen des Österreichischen Erbfolgekrieges.
Nach dem Tod von Karl VI. erhoben verschiedene Verwandte Anspruch auf das Erbe. Bayern und Spanien schlossen 1741 im Vertrag von Nymphenburg ein Bündnis, dem später auch Preußen, Sachsen, Frankreich, Schweden, Neapel, die Kurpfalz und Kurköln beitraten. Mit Österreich verbündet waren Großbritannien und die Vereinigten Niederlande, die traditionellen Gegenspieler Frankreichs.

## Vorbereitungen der Österreicher
Als der österreichische kommandierende General-Feldmarschall Prinz Karl Alexander von Lothringen in Folge der Kriegserklärung des Königs von Preußen vom Rhein nach Böhmen versetzt wurde, war ihm die Bedrohung aus Frankreich bewusst und er war bedacht die Festung Freiburg mit hinreichender Besatzung zu hinterlassen. Man hoffte deren die Festung mit 7000 Mann verteidigen zu können. Die notwendige Verstärkung wurde unter dem Befehl des Generalmajors Freiherr von Hagenbach in Marsch gesetzt. Nach der Verstärkung bestand die Garnison aus 6044 Mann dienstbarer Infanterie, 370 Mann Kavallerie und 199 Mann Artillerie. Auch befanden sich noch 842 Kranke in der Festung. Das Kommando der Festung führte der Feldmarschallieutenant Freiherr von Damnitz.

### Österreichische Einheiten
- Infanterie-Regiment Nr. 18 Marschall
- Infanterie-Regiment Nr. 24 Starhemberg
- Infanterie-Regiment Nr. 36 Browne
- Infanterie-Regiment Nr. 40 Damnitz
- Infanterie-Regiment Nr. 41 Bayreuth
- Infanterie-Regiment Nr. 47 Harrach
- 955 Mann Theisser Freikorps sowie 50 Husaren und 70 Dragonern unter Oberstleutnant Franz de Galhau

## Zustand der Festung
In militaristischer Hinsicht hatte man in Freiburg seit der Belagerung von 1713 viel getan. Die Festung war von 8 Bastionen umgeben, mit Ravelins und Kontergarden versehen, auch befanden sich 6 vorgeschobene Lünetten vor den Hauptwerken. Das untere (Kommandant Oberst Sturm) und obere Schloss (Kommandant Oberst von Arnswaldt) bildeten die Zitadellen, wurden jedoch von mehreren Berge überragt, die Entfernung zwischen beiden betrug ca. 300 Meter und auf diesem Raum lag auch noch ein Sechseck genannt das Salzbůchsel. Vor diesem flossen die Dreisam und die kleine Redoute. Auf dem Bergabhang vor dem oberen Schloss lag ein Hornwerk mit der Redoute durch einen gedeckten Weg verbunden. Zur Verteidigung der beiden Schlösser und der genannten von ihnen abhängigen Werke waren 1451 Infanteristen vorgesehen. Folglich blieben also für die eigentliche Festung nur noch 4593 dienstbare Infanteristen, was aber für die Ausdehnung und Beschaffenheit der Werke nicht die hinreichende Zahl war. Die Besatzung wurde in 3 Gruppen unterteilt:
- Die erste Gruppe stellte die Wachen und die Besatzung der Werke,
- die zweite Gruppe war zur Unterstützung vorgesehen und stellte dort die Pikeniere und die Arbeiter,
- die dritte Gruppe ruhte.

Auch wenn man geplant hatte die Festung zu verstärken, war die Realität anders, die Werke selbst waren in einem höchst vernachlässigten Zustand, manches war sogar verfallen, viele notwendige Palisaden fehlten gänzlich. Der Ingenieur-Oberstleutnant Sully ließ zuerst die Außenwerke in Stand setzen, doch war ihm nur kurze Zeit vergönnt.

## Angriff der Franzosen
Am 28. und 29. August ging die französische Armee mit 70.000 Mann bei Fort-Louis über den Rhein, der Marschall Coigny führte den Oberbefehl, die Belagerung von Freiburg war beschlossen. Am 17. September erschienen erst die französischen Vortruppen, am 18. das Heer, am 19. wurde die ganze Festung eingeschlossen. Entgegen den Erwartungen der Österreicher hatten die Franzosen beschlossen ihren Hauptangriff gegen die Kaiserbastion zu richten, welche durch keine vorliegenden Werke gedeckt wurde. Der Vorteil war, dass – anders als 1713 – bei diesem Plan kein zusätzlicher Angriff auf die Schlösser erforderlich war. Der Nachteil aber war das Verhalten der Dreisam, eine plötzliche Flutwelle konnte alles zunichtemachen. Daher wurde von Seiten der Franzosen beschlossen, den Fluss umzuleiten, was viel Arbeit bedeutete, aber machbar war.
Am 20. September grub die Franzosen der Festung das Mühlwasser ab, wodurch diese auf die Roßmühlen beschränkt wurde.
Am Abend des 21. September griffen die Franzosen die außerhalb aufgestellten Freiwilligen an, die jedoch standhielten. In der Nacht vom 22. zum 23. eröffneten die Franzosen ihre Laufgräben, hinter denen andere Arbeiter mit dem Ausheben eines neuen Flussbettes für die Dreisam beschäftigt waren.
Am 24. machte die Garnison einen Ausfall, der aber wegen der wenigen dazu verwendeten Streitkräfte keinen Erfolg hatte. In der Nacht vom 27. zum 28. erfolgte der Durchstich, der größte Teil des Wassers der Dreisam lief ab, in der Festung gelang es aber, den Zugang zum Mühlwasser wiederzuerlangen. Die Besatzung erfuhr aber auch, dass in Coignis Hauptquartier in St. Georgen das Belagerungsgeschütz von 107 Kanonen und 60 Mörsern angekommen war, in der Nacht zum 29. wurde die zweite Parallele eröffnet.

### Oktober
In der Nacht zum 1. Oktober arbeiteten die Belagerer an mehreren Batterien, aber diese wurden durch das heftige und gut gezielte Feuer der Festungsartillerie größtenteils wieder zerstört. Man hatte in der Festung nur die Gewissheit, dass der Angriff einer der 3 Bastionen – Peter, Kaiser oder Kaiserin – gelte; doch man wusste nicht welcher und traf daher auf allen dreien die notwendigen Gegenmaßnahmen. Morgens am 8. Oktober konnte man noch nicht erkennen, ob die Franzosen ihre Batterien vollendet und armiert hatten, da zündete am Mittag eine Bombe ein Pulvermagazin in den Laufgräben. Als Antwort hierauf öffneten die Belagerer sofort alle Schießscharten und um 1 Uhr begann aus 10 Batterien, 60 schweren Kanonen und einer großen Anzahl Mörser der Beschuss der Stadt und der Schlösser. Mehrere Häuser und einige Kasernen brannten nieder. Da die Bürgerschaft nicht zum Löschen zu bewegen war, verzeichnete die Besatzung bis zum nächsten Morgen 7 Tote und 36 Verwundete. Bis zum 9. Oktober hatte der fortwährende Beschuss viele Häuser in Schutt und Asche gelegt, die meisten Verbindungsbrücken der Werke und eine große Anzahl Palisaden zerstört und zugleich alle Reparaturen verhindert. Am 10. waren 4 neue Batterien fertig, das untere Schloss wurde heftig beschossen, die bisher noch um die Stadt verteilten Reiterposten der Österreicher wurden zurückgezogen. Die Franzosen erbauten an diesem Tag eine weitere neue Batterie. In den drei Bastionen waren fast alle Geschütze unbrauchbar, die Brücken waren zusammengeschossen und ein fühlbarer Mangel an Holz und Arbeitern zeigte sich.
Der französische König lag bisher in Metz krank nieder, aber am 12. erfuhr die Garnison durch eingebrachte Gefangene, dass am vorigen Tag der König Ludwig XV. mit mehreren Schweizerregimentern vor Freiburg angekommen sei und sein Quartier im Schloss Munzingen genommen habe. Am selbigen Tag gingen die Belagerer über die abgeleitete Dreisam und errichteten auf dem rechten Ufer einen Brückenkopf. Eine Bombe fiel am 13. in das obere Schloss; sie zündete die vor dem Pulverturm gelegenen Bollwerkshölzer, sprengte die eiserne und die hinter ihr befindliche hölzerne Tür und zerschlug ein Pulverfass, nur die Unerschrockenheit und Geistesgegenwart des Ingenieurhauptmanns de la Motte rettete das obere Schloss. Bis zum 19. fiel außer dem heftigen Feuer von beiden Seiten nichts von Bedeutung vor. Am Abend des 19. Oktober um 23 Uhr stürmten 200 Franzosen die Flesche Nr. 1. Das Feuer aus den Gewehren der Verteidiger vertrieb sie, ein erneuerter Angriff mit 400 Mann blieb auch ohne Erfolg. Um Mitternacht erfolgte ein allgemeiner Sturm auf den gedeckten Weg der Bastion Kaiser, eine Fladdermine wurde dabei von den Belagerten zu früh, eine zweite aber mit großer Wirkung gesprengt. Die Franzosen suchten vergebens sich in dem gedeckten Weg festzusetzen, das Feuer aus den Waffenplätzen und Ravelins war zu heftig. Es war ihnen aber gelungen, den Kamm des Glacis zu besetzen, und sie beschäftigten sich mit dem Anlegen von Breschebatterien. Der Sturm hatte sie 700 Tote und eine sehr große Zahl Verwundeter gekostet, von der Besatzung fielen 20 Mann, 56 wurden verwundet.
Die Franzosen hatten während des Sturmes 2 Minen abgeschnitten, so blieb der Besatzung nur noch eine Mine, gegen welche die Belagerer eine Kontermine vorbereiteten. Man war daher genötigt sie am 20. um 10 Uhr zu zünden. Die französischen Mineurs wurden verschüttet, viele Arbeiter durch umherfliegende Steine verletzt. In der Nacht zum 21. nahmen die Belagerer durch einen neuen Sturm Besitz vom gedeckten Weg, sie verloren hierbei 800 Mann und unter den Toten war auch ein Prinz Elboeuf. Die Besatzung zählte an Toten 1 Offizier und 22 Mann; an Verwundeten 6 Offiziere und 44 Mann; an Gefangenen 1 Offizier und 18 Mann.

### November
Aber kontinuierlich schritt die Belagerung immer weiter vor; am Morgen des 3. Novembers zwischen 2 und 3 Uhr stürmten die Franzosen die Ravelins Nr. 1 und 2, auf der Angriffsfront desgleichen auch beide Seiten der Bastion Kaiser. Der Mut der österreichischen Harracher-Grenadiere trieb sie zwei Mal aus der Bastion. Der General Hagen wurde dabei verwundet. Als es tagte, zwang das Feuer der nächstgelegenen Werke die Stürmenden, alle bereits errungenen Vorteile aufzugeben. Aber die Ravelins wurden von der bereits sehr geschwächten Garnison nicht wieder besetzt, die Franzosen verschanzten sich darin und legten dort neue Batterien an.

### Kapitulation

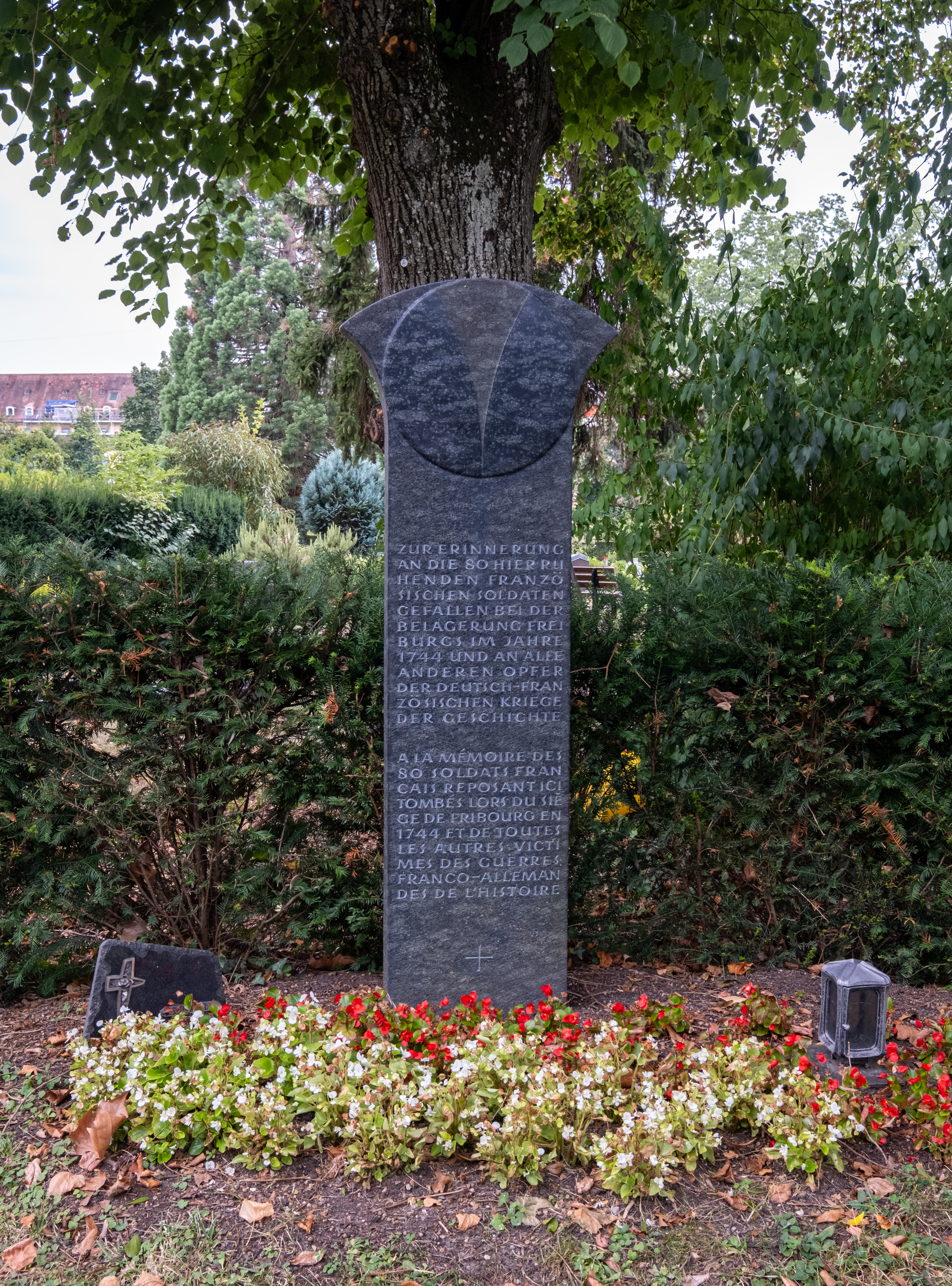
Gedenkstein für gefallende französische Soldaten auf dem Hauptfriedhof Freiburg

Am 5. November versammelte der FML Damnitz einen Kriegsrat, in welchem einhellig beschlossen wurde, die Stadt zur Rettung der Kranken und Verwundeten zu übergeben, wenn man für die Besatzung freien Abzug erhalten könne.
Der Major Baron Materna wurde mit diesem Antrag zu dem König von Frankreich geschickt, der aber mit dem Kommandanten selbst sprechen wollte. Daher ritten der General Damnitz und der Oberst Häussler zum König.
Ludwig erklärtę dem General Damnitz, dass er der Besatzung nur dann freien Abzug gewähren wolle, wenn man ihm Stadt und Schlosser zugleich übergäbe, worauf Damnitz entgegnete, dass die Kommandanten der Schlösser unabhängig von ihm waren, und er bat deshalb die Befehle der Königin von Ungarn Maria Theresia einholen zu dürfen. Der französische Monarch gewährte hierzu eine Frist von 15 Tagen. Der Marschall Coigny schickten den Entwurf zu einer Kapitulation, der Anlass zu einer neuen Beratung gab. Da es nicht möglich war, die Besatzung der Stadt in den Schlössern mit unterzubringen, erklärte man Stadt und Schlösser gegen freien Abzug zu übergeben. Der Oberst Heister (auch: Heisser) und der Hauptmann Diversy überbrachten diese Resolution dem König, der alles genehmigte, aber die unverzügliche Besetzung des Predigertors durch die Franzosen verlangte. Damnitz, dem königlichen Worte trauend, ließ, ohne eine förmliche Kapitulation abzuschließen, die Belegung des Tores geschehen, kaum aber hatten die Franzosen es in ihrer Gewalt, war von einem freien Abzug keine Rede mehr, sondern die Besatzung musste sich sogleich in die Schlösser begeben, wo dann weiter verhandelt werden sollte. Die Österreicher räumten übereilt die Stadt, in welche die Franzosen sogleich eine starke Besatzung unter Generallieutenant Balincourt legten, mehrfache Anträge wurden den Österreichern gemacht, aber das Versprechen des freien Abzuges war vergessen, der Major Materna ging daher am 9. nach Wien, um dort Meldung über die Lage der Dinge zu erstatten, er kam am 24. zurück und brachte den Befehl mit, die Schlösser nur gegen freien Abmarsch zu übergeben, sonst sich aber auf das Hartnäckigste zu verteidigen, überdies hatte sich nun alles anders gestaltet, die Franzosen, an keinen Vertrag gebunden, hatten die die Schlosser beherrschenden Berge verschanzt und dadurch die Schlösser ganz in ihrer Gewalt, man musste sich ihren Bedingungen unterwerfen.
Am 25. November unterzeichneten Damnitz und der Marschall Coigny die Kapitulationsurkunde, danach sollte am 28., 29. und 30. November die Garnison mit allen Kriegsehren ausziehen, dann aber als Kriegsgefangene nach Frankreich abgeführt werden, die Offiziere durften auch in der Gefangenschaft ihre Degen tragen und es sollten alle Individuen der Besatzung möglichst bald ausgewechselt werden.
Die Stärke der Abrückenden betrug noch 4570 Mann, 511 waren gefallen oder an Wunden gestorben, 190 an Krankheiten, 1455 Verwundete und Kranke lagen in den Spitälern, 729 Mann waren desertiert. Aus der Festung waren 100.313 Kanonenschüsse, 1.656.115 Flintenschüsse abgefeuert und 13.979 Bomben geworfen worden, 87 Kanonen und 3 Mörser hatten die Belagerer unbrauchbar gemacht, 195 brauchbare größtenteils metallene Geschosse, 55 metallene Mörser und 40 eiserne Steinböller nebst 6390 Zentnern Pulver wurden den französischen Behörden übergeben. An Lebensmitteln übernahmen sie nur 8354 Zentner Mehl, 3580 Zentner Brot und 79.230 Portionen Zwieback. Die französischen Verluste während der Belagerung ist nicht genau zu bestimmen, es werden 10.000 Mann vermutet.
König Ludwig erkannte, dass er diese Eroberung im Frieden nicht behaupten würde, er ließ sofort die Werke sprengen und das dauerte bis zum Abzug der Franzosen an. Somit verschwand Freiburg aus der Reihe der Festungen.